# シコルスキー S-62
S-62 / HH-52A シーガード
着水するHH-52A（アメリカ沿岸警備隊機）
- 用途：救難機/輸送機
- 製造者：シコルスキー・エアクラフト社
- 運用者：
  -  アメリカ合衆国（アメリカ沿岸警備隊）
  -  日本（海上自衛隊、航空自衛隊）他
- 初飛行：1959年
- 生産開始：1961年

シコルスキー S-62（Sikorsky S-62）は、単発、1軸ローター式のヘリコプター。アメリカ沿岸警備隊や海上自衛隊、航空自衛隊によって救難機として使われたほか、民間でも広く輸送用に使用された。

## 概要
S-62の開発に当たっては、シコルスキー S-55のダイナミック・コンポーネントを可能な限り再使用している。また、その機体設計はシコルスキー S-61の縮小版といえるもので、機体の底面が舟型に成形されていることから、水上での離着陸能力を有する。また、エンジンもS-61と同じ1,250 hp (930 kW) ゼネラル・エレクトリック T58-GE-8だが、機体が小型であることから単発配置となった。この強力なエンジンにより、S-62は原型機であるとともにこの時期に広く使われていたS-55よりも高速で、載荷性能も優れている。
この特性に注目して、アメリカ沿岸警備隊はS-62Cを購入し、当初はHU2S-1G シーガード(Seaguard)として運用していたが、1962年にHH-52A シーガードとして制式化した。HH-52Aは99機が生産され、長く運用されたが、1985年より後継のHH-65 ドルフィンが運用を開始するとともに退役していった。なお、うち1機はアイスランドに輸出された。
また、日本では航空自衛隊と海上自衛隊が救難ヘリコプターとして採用し（航空自衛隊は1963年-1983年まで9機、海上自衛隊は1965年-1986年まで9機）、運用していた。これにともなって、三菱重工業で1961年-1970年まで25機（うち民間7機）をノックダウン生産した。この民間向け生産分のうちの1機であった朝日ヘリコプター（当時）の所属機は、その上昇性能をいかして富士山レーダー建設時にレドーム骨格輸送作業を行い、後にNHKのテレビ番組『プロジェクトX』でも取り上げられた。また、フィリピンへの戦争賠償の一環として2機がフィリピン空軍に納品され、大統領専用機として用いられた。単発機だったことから1975年に解役されたが、1機はフィリピン空軍航空博物館で屋外展示されている。

## バリエーション

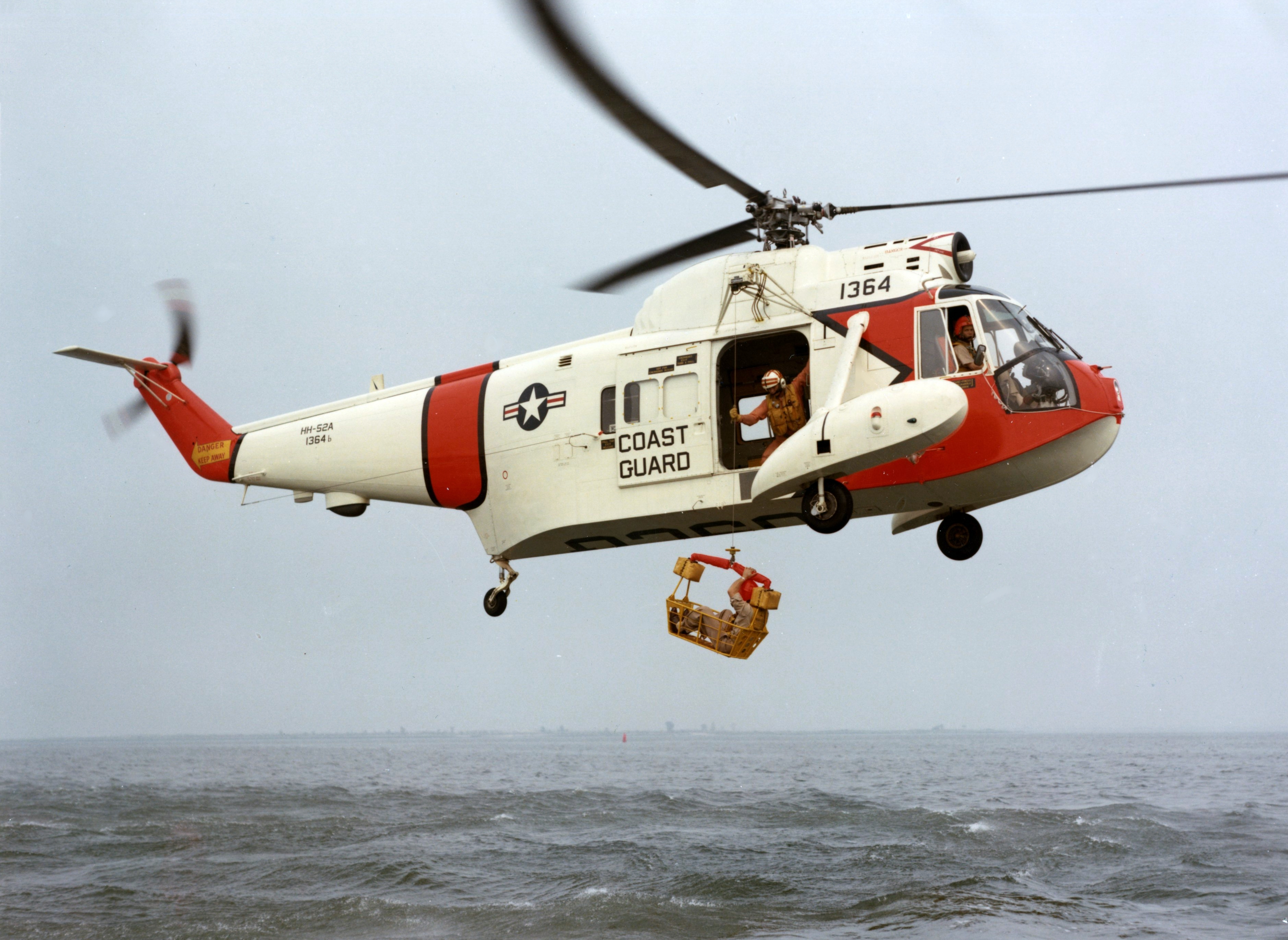
救助用バスケットを使用するHH-52A

S-62
プロトタイプ。1958年5月22日に初飛行。
S-62A
水陸両用型の輸送ヘリコプター。ゼネラル・エレクトリックCT58-110-1 ターボシャフトエンジンを搭載し、11名の人員を輸送可能。
S-62B
シコルスキー S-58のメインローターシステムを採用した機体。1機のみ製作。
S-62C
アメリカ沿岸警備隊向けの機体の社内名称。
HU2S-1G
HH-52A シーガードの当初の名称。1962年にHH-52Aに名称変更。
HH-52A シーガード
アメリカ沿岸警備隊向けの捜索救難ヘリコプター。99機が生産されたが、のちに1機がアイスランドに輸出された。

## 採用国

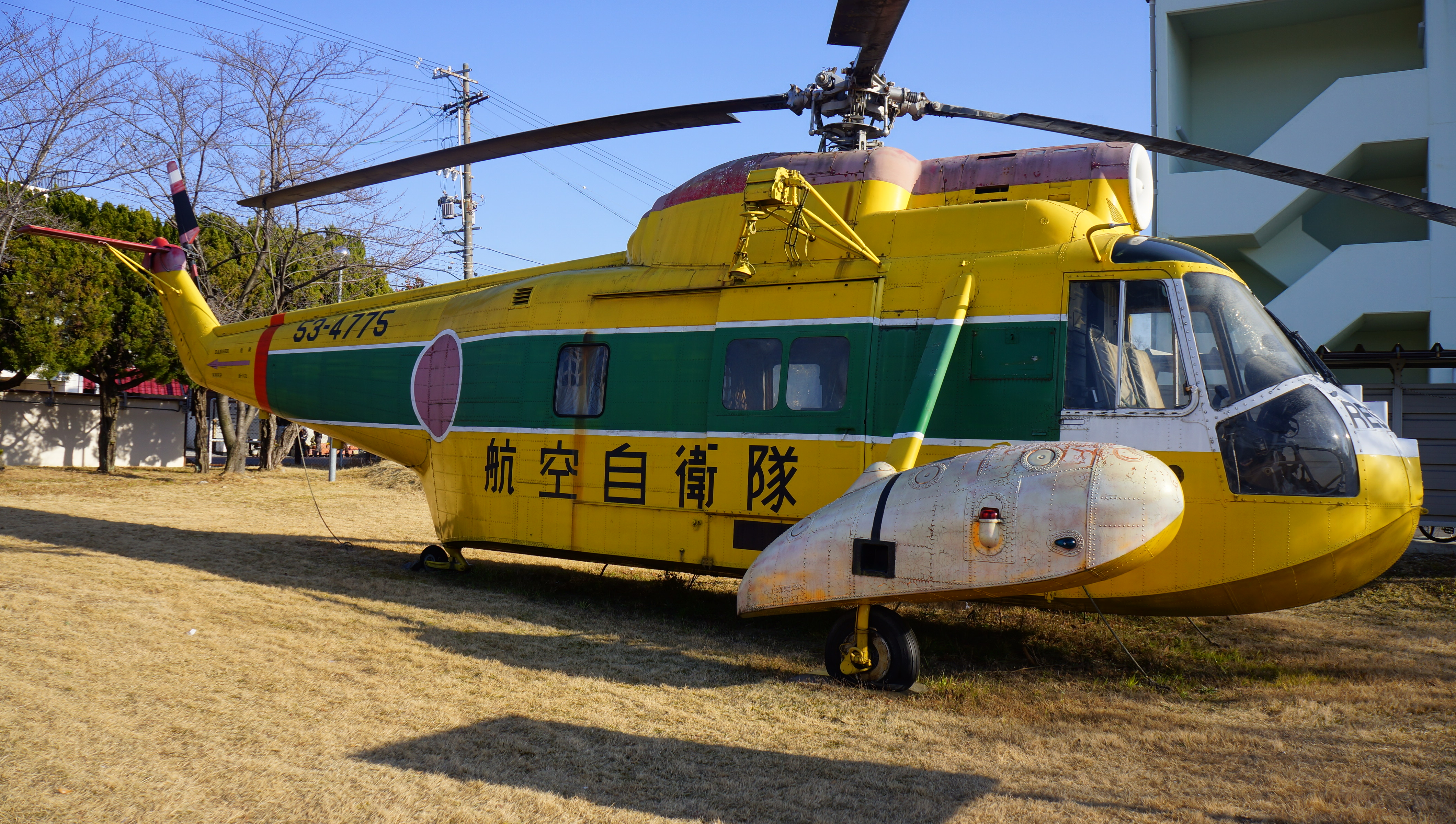
航空自衛隊のS-62J救難ヘリコプター

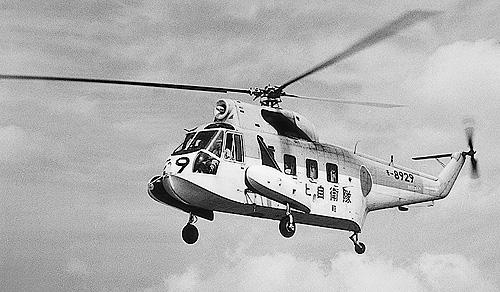
海上自衛隊のS-62救難ヘリコプター

### 軍用型
アイスランド
- 沿岸警備隊

 日本
- 海上自衛隊、航空自衛隊

 フィリピン
- 空軍

 タイ
- 陸軍、国家警察庁

 アメリカ合衆国
- アメリカ沿岸警備隊

## 要目 (HH-52A)
出典: http://www.aviastar.org/helicopters_eng/sik_s-62.php
諸元
- 乗員: 3名
- 全長: 13.58m （44ft 7in）
- 全高: 4.33m （14ft 2in）
- ローター直径: 16.15m （53ft）
- 空虚重量: 2,248kg （4,956lb）
- 有効搭載量: 1,382kg
- 最大離陸重量: 3,630kg
- 動力: ゼネラル・エレクトリック T58-GE-8 ターボシャフト、500kW （1,250shp（730shpに減格使用））   × 1

性能
- 最大速度: 200km/h=M0.16 （108ノット）
- 巡航速度: 163km/h=M0.13
- 航続距離: 743km
- 実用上昇限度: 3,570m （11,700ft）
- 上昇率: 5.8m/s （1,142ft/min）

## 登場作品

### 映画
『ジェットF104脱出せよ』
新田原救難隊所属のJ型が登場。クライマックスにて、主人公が操縦するF-104J戦闘機がフラップの故障で滑走路への着陸が不能となり、宮崎沖上空で主人公が脱出をすることを受けて出動し、脱出後に海上を漂流する主人公の救助活動を行う。
撮影には、航空自衛隊の全面協力で実物が使用されている。
『戦国自衛隊』
戦国時代へタイムスリップした陸上自衛隊のヘリコプターとして登場。上空から戦国武者たちに対して、乗員が11.4mm短機関銃M3A1による銃撃や手榴弾の投下による攻撃を行う。
なお、実際の陸上自衛隊に本機は採用されておらず、そのため撮影に使用されたのは、陸上自衛隊風の塗装を中日本航空で施された西日本空輸所属機である。また、撮影で用いられた機体は同作の撮影を最後に退任し、その後は千葉真一・真田広之・薬師丸ひろ子のサインが記念に書かれた上で中日本航空専門学校敷地内に展示されているが、書かれたのがどの箇所かは不明となっている。